# Коркищенко Олексій Абрамович
Олексій Абрамович Коркищенко (рос. Алексей Абрамович Коркищенко; 2 березня 1926 — 19 жовтня 2009, Ростов-на-Дону, Росія) — російський радянський письменник, журналіст, сценарист. Член Спілки письменників Російської Федерації, Заслужений працівник культури Росії.
Писав переважно для дітей.
Лауреат і дипломант творчих конкурсів «Творчість Дона» і «60 років Перемоги у Великій Вітчизняній війні 1941-1945 рр..».

## Твори

### Оповідання та повісті
Автор декількох повістей на дитячу та воєнну тематику. Набули відомості:
- Стара кобила Зіна

### Сценарії
- «Роса» — екранізація повісті «Стара кобила Зіна»